# Astacilla bonnierii
Astacilla bonnierii är en kräftdjursart som beskrevs av Knud Hensch Stephensen 1915. Astacilla bonnierii ingår i släktet Astacilla och familjen Arcturidae. Inga underarter finns listade i Catalogue of Life.